# 云龙站 (宁波轨道交通)
云龙站是浙江省宁波市建设中的一座地下城市轨道交通车站，属于宁波轨道交通7号线和规划8号线二期。车站计划于2026年底启用。

## 车站形制
云龙站位于鄞州区云龙镇锁岚路、太湖路口北。7号线车站沿锁岚路南北向布置，为地下二层岛式车站，长455.6米，宽18.3米，总建筑面积为25236平方米。车站站后设置折返线，站前设置出入段线连接下应南车辆段。

## 出口
云龙站规划设置3个出口。